# 경로당
경로당(敬老堂, 영어: Senior Center) 또는 노인정(老人亭)은 마을 노인들이 모여 즐길 수 있게 마련한 집이나 방이다. 노인들이 이 곳에 모여 장기나 바둑을 두거나 모임을 갖기도 한다.
미합중국에서는 수많은 도시에 지역 기금 지원을 받는 경로당이 있으나 일부는 주와 연방으로부터 지원을 받는다.

## 활동
활동은 경로당에 따라 다양하며 경로당과 기금 지원의 규모에 기반한다. 활동에는 다음을 포함할 수 있다:
- 댄스룸[3]
- 게임방[3]
- 컴퓨터 랩[3]
- 공예실[3]
- 도서관[3]
- 카드방[3]
- 미팅방[3]
- 운동실[3]
- 수영장